# شيرين خانكان
شيرين خانكان (بالدنماركية: Sherin Khankan)‏، من مواليد 13 أكتوبر 1974 في كوبنهاغن لأب سوري مهاجر وأم فنلندية، ومتزوجة من زوجها الباكستاني الأصل وأنجبت معه 4 أبناء، تعرف شيرين بأنها ملمة باللغة العربية التي درستها.

## شهرتها
اشتهرت في الإعلام بكونها أول امرأة مسلمة تعلن وترخص لنفسها الإمامة وخطبة يوم الجمعة.

## روابط خارجية
1. عن شيرين خانكان